# Caterina di Taranto
Caterina Orsini del Balzo, nota come Caterina di Taranto (XIV secolo – XV secolo), è stata una nobile italiana, contessa di Copertino.

## Biografia
Caterina era figlia di Raimondo Orsini del Balzo e Maria d'Enghien e sorella di Giovanni Antonio, Maria e Gabriele. Sposò il cavaliere Tristano di Chiaromonte, membro della famiglia francese dei Clermont-l'Hérault, il quale divenne conte di Copertino come parte della sua dote. Rimasta vedova di Tristano si sposò in seconde nozze a tarda età e senza fare figli con Antonio II Acquaviva, figlio primogenito di Antonio I, Duca di Atri e Conte di San Flaviano, infine, deceduto Antonio II, con suo nipote Giulio Antonio, figlio di Giosia Acquaviva. Grazie a questo matrimonio e a quello di Giosia con Maria Caldora, gli Acquaviva ereditarono parte dei feudi pugliesi ch'erano stati di Caterina Orsini del Balzo e di Maria Caldora, come la contea di Conversano e il Marchesato di Bitonto.

## Ascendenza
|                           |   |                       | Genitori              |  |  | Nonni |  |  | Bisnonni       |  |  | Trisnonni     |  |
|                           |   |                       |                       |  |  |       |  |  | Roberto Orsini |  |  | Romano Orsini |  |
|                           |   |                       |                       |  |  |       |  |  | Roberto Orsini |  |  | Romano Orsini |  |
|                           |   | Anastasia di Monforte |                       |  |  |       |  |  | Roberto Orsini |  |  |               |  |
| Nicola Orsini             |   |                       |                       |  |  |       |  |  | Roberto Orsini |  |  |               |  |
|                           |   | Sveva del Balzo       | Ugone del Balzo       |  |  |       |  |  |                |  |  |               |  |
|                           |   | Sveva del Balzo       | Ugone del Balzo       |  |  |       |  |  |                |  |  |               |  |
|                           |   | Sveva del Balzo       | Jacopa della Marra    |  |  |       |  |  |                |  |  |               |  |
| Raimondo Orsini del Balzo |   | Sveva del Balzo       |                       |  |  |       |  |  |                |  |  |               |  |
|                           |   | Guglielmo di Sabrano  | Ermingano di Sabrano  |  |  |       |  |  |                |  |  |               |  |
|                           |   | Guglielmo di Sabrano  | Ermingano di Sabrano  |  |  |       |  |  |                |  |  |               |  |
|                           |   | Guglielmo di Sabrano  | Alistasia del Balzo   |  |  |       |  |  |                |  |  |               |  |
| Giovanna di Sabrano       |   | Guglielmo di Sabrano  |                       |  |  |       |  |  |                |  |  |               |  |
|                           |   | Roberta di Sangiorgio | Berardo di Sangiorgio |  |  |       |  |  |                |  |  |               |  |
|                           |   | Roberta di Sangiorgio | Berardo di Sangiorgio |  |  |       |  |  |                |  |  |               |  |
|                           |   | Roberta di Sangiorgio | Isabella Maletta      |  |  |       |  |  |                |  |  |               |  |
| Caterina Orsini del Balzo |   | Roberta di Sangiorgio |                       |  |  |       |  |  |                |  |  |               |  |
|                           | ? | ?                     |                       |  |  |       |  |  |                |  |  |               |  |
|                           | ? | ?                     |                       |  |  |       |  |  |                |  |  |               |  |
|                           | ? | ?                     |                       |  |  |       |  |  |                |  |  |               |  |
| Giovanni d'Enghien        | ? |                       |                       |  |  |       |  |  |                |  |  |               |  |
|                           |   | ?                     | ?                     |  |  |       |  |  |                |  |  |               |  |
|                           |   | ?                     | ?                     |  |  |       |  |  |                |  |  |               |  |
|                           |   | ?                     | ?                     |  |  |       |  |  |                |  |  |               |  |
| Maria d'Enghien           |   | ?                     |                       |  |  |       |  |  |                |  |  |               |  |
|                           |   | Bertrando del Balzo   | Berteraimo del Balzo  |  |  |       |  |  |                |  |  |               |  |
|                           |   | Bertrando del Balzo   | Berteraimo del Balzo  |  |  |       |  |  |                |  |  |               |  |
|                           |   | Bertrando del Balzo   | ?                     |  |  |       |  |  |                |  |  |               |  |
| Sancia del Balzo          |   | Bertrando del Balzo   |                       |  |  |       |  |  |                |  |  |               |  |
|                           |   | Margherita d'Alneto   | Roberto d'Alneto      |  |  |       |  |  |                |  |  |               |  |
|                           |   | Margherita d'Alneto   | Roberto d'Alneto      |  |  |       |  |  |                |  |  |               |  |
|                           |   | Margherita d'Alneto   | ?                     |  |  |       |  |  |                |  |  |               |  |
|                           |   | Margherita d'Alneto   |                       |  |  |       |  |  |                |  |  |               |  |

## Discendenza
Caterina e Tristano ebbero due figlie:
- Isabella (1424 circa – 30 marzo 1465), che divenne regina di Napoli e di Gerusalemme dal matrimonio con Ferrante d'Aragona, figlio illegittimo del re Alfonso V;
- Sancia († 30 marzo 1468), contessa di Copertino e signora di Nardò, andata in sposa nel 1436 a Francesco II del Balzo, 3º duca di Andria, il quale divenne conte di Copertino come parte della sua dote.